# Municipio de Jackson (condado de Union, Carolina del Norte)
El municipio de Jackson (en inglés: Jackson Township) es un municipio ubicado en el  condado de Union en el estado estadounidense de Carolina del Norte. En el año 2010 tenía una población de 11.012 habitantes.

## Geografía
El municipio de Jackson se encuentra ubicado en las coordenadas 34°53′38.54″N 80°43′41.24″O / 34.8940389, -80.7281222.